# Gustavo Adrián Ramírez
Gustavo Adrián Ramírez Rojas  (Yuty, Departamento de Caazapá, Paraguay, 13 de mayo de 1990) es un futbolista paraguayo nacionalizado mexicano que juega de delantero. Actualmente no tiene equipo.

## Trayectoria
Comenzó su carrera en el Club Coronel Martínez de la ciudad de Yuty, de donde se alejó para probar suerte en el 12 de Octubre FC de Itauguá. Antes de mostrarse en primera, pese a ser tomado en cuenta por el entonces técnico del cuadro itaugüeño, Saturnino Arrúa Molinas, apareció el empresario Hugo Giménez, quien lo fichó en forma temporal para el Club de Fútbol Pachuca de México. Llegó a México a los 19 años de edad en 2009 para jugar con el equipo sub-20 del Pachuca, en donde estuvo durante dos años, anotando 36 goles en 55 partidos.

### Club León
Para el torneo apertura 2011 jugó con el Club León en donde participó solo en cuatro partidos y consiguió un gol. Pasó a jugar con los Lobos de la BUAP para el siguiente torneo, consiguiendo cinco goles en 16 partidos. Participó con los Dorados de Sinaloa la temporada 2012-13 consiguiendo siete goles en 23 partidos de liga y cuatro goles en ocho partidos de copa.

### Alebrijes de Oaxaca
Llegó a los Alebrijes de Oaxaca para el apertura 2013, en donde tuvo una destacada participación, logrando el campeonato de goleo con 11 goles y anotando uno más en las finales, con lo que terminó el torneo con 12 goles en 14 partidos de liga, y en la copa finalizó con tres goles en cuatro partidos. Su siguiente torneo lo jugó con el Club Deportivo Estudiantes Tecos con el que no tuvo un buen desempeño, terminando con dos goles en 21 partidos de liga y un gol en tres partidos de copa.

### Mineros de Zacatecas
Para el torneo Apertura 2014 pasó a jugar con los Mineros de Zacatecas. El 25 de julio de 2014, Ramírez anotó el gol más rápido en la historia del fútbol mexicano, a los 4 segundos, en el partido de la fecha 2 ante el Club Necaxa. Fue uno de los mayores goleadores en Mineros de Zacatecas anotando 16 goles en su primer periodo con el equipo.

### Club de fútbol Pachuca
Debido a su buen momento en Mineros, en diciembre de 2015, es cedido al Pachuca, equipo en el que solo pudo disputar 5 partidos completos en la copa marcando 2 goles, y en la liga disputó 6 partidos entrando de suplente, acumulando así 61 minutos en total, y marcando 1 gol.

### Mineros de Zacatecas
Debido a su poca actividad en Pachuca, Ramírez regresa al Mineros de Zacatecas de cara al Apertura 2016 de la Liga de Ascenso de México.

### Cimarrones de Sonora
Fue cedido a Cimarrones con quienes disputó dos torneos de liga de ascenso.

### Dorados de Sinaloa
Jugó en el equipo de Dorados de Sinaloa.

### Atlético Morelia
Jugó en el Club Atlético Morelia desde julio hasta diciembre del 2020.

### Deportes Tolima
El 31 de diciembre del 2020 es anunciado como nuevo jugador del equipo vinotinto y oro para competir en la  temporada 2021, el 20 de junio logró el campeonato del Torneo Apertura 2021. En su paso por el club Pijao marcó 13 goles y conquistó dos títulos el torneo apertura 2021 y la superliga de Colombia 2022.

### Rosario Central
Para mitad del 2022 es fichado por el club canalla argentino firmando hasta diciembre del 2023 posteriormente rescinde contrato en noviembre del mismo año tras haber disputado solo 4 partidos sin anotaciones.

### Deportivo Cali
El 29 de noviembre del 2022 el Deportivo Cali oficializa mediante un comunicado la contratación de Gustavo Adrián Ramírez firmando hasta finales de diciembre del 2023 y con una cláusula de renovación.
Marcó su primer gol con la camiseta verdiblanca el 26 de febrero del 2023 frente a su ex equipo Club Deportes Tolima de penalti para el triunfo del equipo azucarero por 2-1.
Marcó su segundo gol con la casaca verdiblanca el 8 de mayo del 2023 en la victoria frente al Envigado Fútbol Club encuentro que finalizó 2-0 a favor de los azucareros
A inicios de diciembre del 2023 se oficializa de parte del Deportivo Cali que no continúa en el equipo para lo que será el 2024 , quedando como Agente Libre dejando un saldo de 9 goles anotados y 35 partidos disputados.

### Club Atlético Morelia (2.ª Etapa)
El 28 de diciembre del 2023 se oficializa su llegada al Club Atlético Morelia siendo esta su segunda etapa en este club de la Liga de Expansión MX con vistas para las competencias del 2024.

## Estadísticas

### Amateur
| Club                       | Div.       | Temporada | Liga  | Liga  | Copas | Copas | Internacional | Internacional | Total | Total |
| Club                       | Div.       | Temporada | Part. | Goles | Part. | Goles | Part.         | Goles         | Part. | Goles |
| -------------------------- | ---------- | --------- | ----- | ----- | ----- | ----- | ------------- | ------------- | ----- | ----- |
| C.F Pachuca Sub20 · México |            |           |       |       |       |       |               |               |       |       |
| Juv.                       | 2009       | 15        | 12    | -     | -     | -     | -             | 15            | 12    |       |
| Juv.                       | 2010       | 21        | 12    | -     | -     | -     | -             | 21            | 12    |       |
| Juv.                       | 2011       | 19        | 12    | -     | -     | -     | -             | 19            | 12    |       |
| Total club                 | Total club | 55        | 36    | -     | -     | -     | -             | 55            | 36    |       |

### Profesional
- Actualizado de acuerdo al último partido jugado el 15 de junio del 2025.  [4]

| Club                          | Div.                | Temporada           | Liga  | Liga  | Copas | Copas | Internacional | Internacional | Total | Total |
| Club                          | Div.                | Temporada           | Part. | Goles | Part. | Goles | Part.         | Goles         | Part. | Goles |
| ----------------------------- | ------------------- | ------------------- | ----- | ----- | ----- | ----- | ------------- | ------------- | ----- | ----- |
| Club León · México            | 2ª                  | 2011                | 4     | 1     | -     | -     | -             | -             | 4     | 1     |
| Club León · México            | Total club          | Total club          | 4     | 1     | -     | -     | -             | -             | 4     | 1     |
| Lobos de la BUAP · México     | 2ª                  | 2012                | 16    | 5     | -     | -     | -             | -             | 16    | 5     |
| Lobos de la BUAP · México     | Total club          | Total club          | 16    | 5     | -     | -     | -             | -             | 16    | 5     |
| Dorados de Sinaloa · México   | 2ª                  | 2012-13             | 23    | 7     | 8     | 4     | -             | -             | 31    | 11    |
| Dorados de Sinaloa · México   | Total club          | Total club          | 23    | 7     | 8     | 4     | -             | -             | 31    | 11    |
| Alebrijes de Oaxaca · México  | 2ª                  | 2013                | 14    | 12    | 4     | 3     | -             | -             | 18    | 15    |
| Alebrijes de Oaxaca · México  | Total club          | Total club          | 14    | 12    | 4     | 3     | -             | -             | 18    | 15    |
| Estudiantes Tecos · México    | 2ª                  | 2014                | 21    | 2     | 3     | 1     | -             | -             | 24    | 3     |
| Estudiantes Tecos · México    | Total club          | Total club          | 21    | 2     | 3     | 1     | -             | -             | 24    | 3     |
| Mineros de Zacatecas · México | 2ª                  | 2014/15             | 28    | 8     | 3     | 0     | -             | -             | 31    | 8     |
| Mineros de Zacatecas · México | 2ª                  | 2015                | 15    | 9     | 2     | 0     | -             | -             | 17    | 9     |
| Mineros de Zacatecas · México | Total club          | Total club          | 43    | 17    | 5     | -     | -             | -             | 48    | 17    |
| C.F Pachuca · México          | 1ª                  | 2016                | 6     | 1     | 5     | 2     | -             | -             | 11    | 3     |
| C.F Pachuca · México          | Total club          | Total club          | 6     | 1     | 5     | 2     | -             | -             | 11    | 3     |
| Mineros de Zacatecas · México | 2.ª                 | 2016/17             | 40    | 21    | 3     | 1     | -             | -             | 43    | 22    |
| Mineros de Zacatecas · México | Total club          | Total club          | 40    | 21    | 3     | 1     | -             | -             | 43    | 22    |
| Cimarrones de Sonora · México | 2ª                  | 2017                | 14    | 4     | 4     | 1     | -             | -             | 18    | 5     |
| Cimarrones de Sonora · México | Total club          | Total club          | 14    | 4     | 4     | 1     | -             | -             | 18    | 5     |
| Dorados de Sinaloa · México   | 2ª                  | 2018                | 14    | 4     | -     | -     | -             | -             | 14    | 4     |
| Dorados de Sinaloa · México   | Total club          | Total club          | 14    | 4     | -     | -     | -             | -             | 14    | 4     |
| Correcaminos UAT · México     | 2ª                  | 2018-19             | 10    | 4     | -     | -     | -             | -             | 10    | 4     |
| Correcaminos UAT · México     | Total club          | Total club          | 10    | 4     | -     | -     | -             | -             | 10    | 4     |
| Zacatepec · México            | 2ª                  | 2019-20             | 26    | 13    | 1     | 2     | -             | -             | 27    | 15    |
| Zacatepec · México            | Total club          | Total club          | 26    | 13    | 1     | 2     | -             | -             | 27    | 15    |
| Atlético Morelia · México     | 2.ª                 | 2020                | 19    | 10    | -     | -     | -             | -             | 19    | 10    |
| Atlético Morelia · México     | Total club          | Total club          | 19    | 10    | -     | -     | -             | -             | 19    | 10    |
| Deportes Tolima · Colombia    | 1ª                  | 2021                | 41    | 8     | 6     | 1     | 7             | 0             | 54    | 9     |
| Deportes Tolima · Colombia    | 1ª                  | 2022                | 19    | 3     | 2     | 1     | 7             | 0             | 28    | 4     |
| Deportes Tolima · Colombia    | Total club          | Total club          | 60    | 11    | 8     | 2     | 14            | 0             | 82    | 13    |
| Rosario Central Argentina     | 1ª                  | 2022                | 4     | 0     | -     | -     | -             | -             | 4     | 0     |
| Rosario Central Argentina     | Total club          | Total club          | 4     | 0     | -     | -     | -             | -             | 4     | 0     |
| Deportivo Cali · Colombia     | 1ª                  | 2023                | 33    | 9     | 3     | 0     | -             | -             | 36    | 9     |
| Deportivo Cali · Colombia     | Total club          | Total club          | 33    | 9     | 3     | 0     | -             | -             | 36    | 9     |
| Atlético Morelia · México     | 2.ª                 | 2024                | 12    | 1     | -     | -     | -             | -             | 12    | 1     |
| Atlético Morelia · México     | Total club          | Total club          | 12    | 1     | -     | -     | -             | -             | 12    | 1     |
| Deportes Tolima · Colombia    | 1.ª                 | 2024                | 16    | 3     | 1     | 0     | -             | -             | 17    | 3     |
| Deportes Tolima · Colombia    | 1.ª                 | 2025                | 10    | 1     | 0     | 0     | 2             | 0             | 12    | 1     |
| Deportes Tolima · Colombia    | Total club          | Total club          | 26    | 4     | 1     | 0     | 2             | 0             | 29    | 4     |
| Total en su carrera           | Total en su carrera | Total en su carrera | 385   | 126   | 45    | 16    | 16            | 0             | 446   | 142   |

## Palmarés

### Títulos nacionales
| Título                     | Club               | País     | Año  |
| -------------------------- | ------------------ | -------- | ---- |
| Copa México                | Dorados de Sinaloa | México   | 2012 |
| Primera División de México | C. F. Pachuca      | México   | 2016 |
| Categoría Primera A        | Deportes Tolima    | Colombia | 2021 |
| Superliga de Colombia      | Deportes Tolima    | Colombia | 2022 |

### Distinciones individuales
| Distinción                                                         | Temporada       |
| ------------------------------------------------------------------ | --------------- |
| Goleador de la Liga de Expansión MX con Atlético Morelia (7 goles) | Guardianes 2020 |